# Diatraea idalis
Diatraea idalis là một loài bướm đêm trong họ Crambidae.